# Margovula anulata
Margovula anulata là một loài ốc biển, là động vật thân mềm chân bụng sống ở biển trong họ Ovulidae.

## Miêu tả
Loài này có kích thước giữa 8 mm và 22 mm

## Phân bố
Loài này phân bố ởdọc theo Philippines.